# Saison 5 de That '70s Show
Chronologie
Saison 4 de That '70s Show Saison 6 de That '70s Show
Cet article présente le guide des épisodes de la cinquième saison de la série télévisée That '70s Show. Tous les titres originaux des épisodes de la saison 5 ont pour titre des chansons du groupe Led Zeppelin.

## Distribution
Sont crédités du statut d'acteurs principaux pour cette saison :
- Topher Grace (VF : Maël Davan-Soulas) (Eric Forman)
- Mila Kunis (VF : Sarah Marot) (Jackie Burkhart)
- Ashton Kutcher (VF : Tony Marot) (Michael Kelso)
- Danny Masterson (VF : Pascal Grull) (Steven Hyde)
- Laura Prepon (VF : Vanina Pradier) (Donna Pinciotti)
- Wilmer Valderrama (VF : Paolo Domingo) (Fez)
- Debra Jo Rupp (VF : Dany Laurent) (Kitty Forman)
- Kurtwood Smith (VF : Serge Blumenthal) (Red Forman)
- Tanya Roberts (VF : Annie Le Youdec) (Midge Pinciotti)
- Don Stark (VF : Paul Borne) (Bob Pinciotti)

- Des acteurs invités se joignent à la distribution de chaque épisode, de manière plus ou moins récurrente.

## Épisodes
| Numéros | Titres                                                                   | Scénariste(s) | Réalisateur(s) | Diffusion américaine | Diffusion française | Production |
| --- | ------------------------------------------------------------------------ | ------------- | -------------- | -------------------- | ------------------- | ---------- |
| 104 (5-01) | Pour l'amour de Donna Going to California                                |               | David Trainer  | 17 septembre 2002    | sur Jimmy           | 501        |
| Eric souhaite rejoindre Donna en Californie et désobéit à ses parents en se faisant aider par ses amis. Touchée par son geste, la jeune femme accepte de se remettre avec lui. Pendant ce temps, Kelso se met en couple avec Annette (Jessica Simpson), une Californienne de son âge. Jackie et Hyde (désormais barbu) s'embrassent sous le regard médusé de Kitty. |                                                                          |               |                |                      |                     |            |
| 105 (5-02) | Punition I Can't Quit You Baby                                           |               | David Trainer  | 24 septembre 2002    | sur Jimmy           | 502        |
| En guise de punition, Bob transfère Donna dans une école religieuse et Red confisque les clés de la Vista Cruiser d'Eric. Pendant ce temps, ceux-ci découvrent la vraie nature de la relation entre Jackie et Hyde. Dans cet épisode, Eric fait référence à Yoko Ono, en disant à Jackie "Tu mets le groupe en péril, Yoko !" |                                                                          |               |                |                      |                     |            |
| 106 (5-03) | Petites Tromperies entre amis (1/2) What Is and What Should Never Be (1) |               | David Trainer  | 29 octobre 2002      | sur Jimmy           | 503        |
| Kelso découvre tout à propos de la romance entre Jackie et Hyde tandis que Red ne se satisfait guère lorsque Kitty lui annonce qu'elle pense être enceinte. Eric lui conseille d'agir en homme... Note : Aucun personnage secondaire récurrent ou secondaire n'apparaît, y compris Don Stark. |                                                                          |               |                |                      |                     |            |
| 107 (5-04) | Cœur brisé (2/2) Heartbreaker (2)                                        |               | David Trainer  | 29 octobre 2002      | sur Jimmy           | 504        |
| Maintenant qu'il sait que Jackie et Hyde sortent ensemble, Kelso s'évertue à leur pourrir la vie mais tout ce qu'il fait se retourne contre lui. En parallèle, les parents de Kitty reviennent d'Arizona et celle-ci ne sait comment leur avouer qu'en réalité elle souffre de ménopause. Note : Don Stark n'apparaît pas dans cet épisode. |                                                                          |               |                |                      |                     |            |
| 108 (5-05) | Un cadeau empoisonné Ramble On                                           |               | David Trainer  | 12 novembre 2002     | sur Jimmy           | 505        |
| En guise de réconciliation, Donna offre à Eric une bague de fiançailles affreuse. Jackie en profite pour dire des ragots et Fez vole la bague d'Eric avant de se présenter à un entretien d'embauche au Department of Motor Vehicles. Pendant ce temps, Red fait tout pour que Kitty oublie sa ménopause. Note : Première apparition (sur huit) de Nina Joanna Canton, la patronne de Fez. |                                                                          |               |                |                      |                     |            |
| 109 (5-06) | Week-end à l'université Over the Hills and Far Away                      |               | David Trainer  | 19 novembre 2002     | sur Jimmy           | 506        |
| Red et Kitty embarquent les garçons pour un week-end portes ouvertes à la faculté. Toutefois Jackie et Donna sont obligées de fréquenter une école catholique et ne peuvent se joindre à eux. Notes : Don Stark n'apparaît pas dans cet épisode. Dans cet épisode, Red compare Eric et Kelso et explique qu'à côté de ce dernier, son fils est comme Albert Einstein. |                                                                          |               |                |                      |                     |            |
| 110 (5-07) | L'amour n'a pas de prix Hot Dog                                          |               | David Trainer  | 26 novembre 2002     | sur Jimmy           | 507        |
| Dans le but de lui faire temporairement oublier sa ménopause, Red offre à Kitty un Teckel, Schatzie, auquel elle s'attache énormément mais que lui commence à ne plus pouvoir supporter. Pendant ce temps, les garçons expliquent à Eric qu'il est trop jeune pour se fiancer. Mais le problème est qu'il a promis une surprise à Donna... Note : Première apparition du vendeur gay Fenton (sur six en tout). |                                                                          |               |                |                      |                     |            |
| 111 (5-08) | Thanksgiving Thank You                                                   |               | David Trainer  | 3 décembre 2002      | sur Jimmy           | 508        |
| Eric échoue à un examen d'arithmétique et décide d'imiter la signature de Red tout en lui cachant sa mauvaise note. Il annonce à son père qu'il a pris une grande décision et qu'il va réfléchir à son avenir. Red est si impressionné par le nouveau comportement de son fils qu'il décide de renvoyer Laurie de la table des adultes et de céder le siège de cette dernière à Eric. Mais Kelso amène sa nouvelle fiancée qui n'est autre que la professeur de mathématiques d'Eric. Celui-ci fait jurer à son enseignante de ne rien dire, mais lors du repas, Fez, qui a trop bu, révèle tout... Note : Lisa Robin Kelly apparaît pour la première fois (sur quatre) en tant qu'invitée spéciale. |                                                                          |               |                |                      |                     |            |
| 112 (5-09) | Jackie déprime Black Dog                                                 |               | David Trainer  | 10 décembre 2002     | sur Jimmy           | 509        |
| Le père de Jackie se fait arrêter pour corruption et cette dernière est inconsolable. En parallèle, Kelso tire accidentellement dans l'œil de Hyde mais ignore qu'il a manqué sa cible. Hyde décide de faire de lui son esclave personnel, puis il se rase la barbe pour remonter le moral de Jackie. Eric, Red, Donna et Kitty discutent de l'avenir du couple Hyde/Jackie mais ne parviennent pas à se mettre d'accord. De son côté, Fez réalise qu'il a un faible pour Nina, sa supérieure. Note : Don Stark n'apparaît pas dans cet épisode. |                                                                          |               |                |                      |                     |            |
| 113 (5-10) | Une mauvaise note The Crunge                                             |               | David Trainer  | 17 décembre 2002     | sur Jimmy           | 510        |
| Toute la bande, à part Jackie (qui est plus jeune que les autres), passe un test. Il s'avère que Donna obtient le score de 230 points (1230 en vo), Kelso celui de 130 (1030 en vo), Fez 100 (1000 en vo) et Hyde 95 (950 en vo). Mais Eric ne récolte que 80 points (800 en vo). Pendant que Jackie encourage Hyde à poursuivre ses études, Eric demande à Red de l'aider à repasser le test. Note : Aucun personnage secondaire ou récurrent ne figure dans cet épisode. |                                                                          |               |                |                      |                     |            |
| 114 (5-11) | La Femme de ma vie The Girl I Love                                       |               | David Trainer  | 7 janvier 2003       | sur Jimmy           | 511        |
| Fez décide de présenter Nina à ses amis mais lorsque Kitty annonce qu'elle veut organiser une fête, seules les filles s'enthousiasment tandis que Red et les garçons prétextent d'autres projets... |                                                                          |               |                |                      |                     |            |
| 115 (5-12) | La Main dans le vase Misty Mountain Hop                                  |               | David Trainer  | 22 janvier 2003      | sur Jimmy           | 516        |
| Jackie demande à Donna, Eric, Kitty et Red de l'aider à nettoyer son chalet. Sur la route, Eric et Donna se perdent. Tandis que Kelso, Hyde et Fez qui croient que Jackie assiste à un défilé de mode, en profitent pour occuper l'habitation et se souvenir où ils ont caché de la drogue. Note : Don Stark n'apparaît pas dans cet épisode. Toutefois, Jack Osbourne effectue un rapide caméo. |                                                                          |               |                |                      |                     |            |
| 116 (5-13) | Jackie est jalouse Your Time Is Gonna Come                               |               | David Trainer  | 29 janvier 2003      | sur Jimmy           | 514        |
| Annette, la fiancée de Kelso, revient de Californie. Jackie la méprise ce qui laisse Hyde supposer qu'elle éprouve encore des sentiments pour Kelso. Pendant ce temps, Kitty reçoit à nouveau la visite de Burt et de Béa, ses parents. Mais Burt meurt d'une cirrhose au cours de la soirée. Note : Don Stark n'apparaît pas dans cet épisode. |                                                                          |               |                |                      |                     |            |
| 117 (5-14) | Le Bal de la Saint-Valentin Babe I'm Gonna Leave You                     |               | David Trainer  | 5 février 2003       | sur Jimmy           | 515        |
| Hyde et Annette sont en colère lorsqu'ils s'aperçoivent que Jackie et Kelso éprouvent encore des sentiments l'un envers l'autre. Annette quitte Kelso et Hyde force Jackie à faire un choix. Pendant ce temps, Kitty passe toutes ses journées au lit, pensant que sa mère ne l'aime pas assez. Note : Don Stark n'apparaît pas dans cet épisode. Dernières apparitions d'Annette et de Bea. |                                                                          |               |                |                      |                     |            |
| 118 (5-15) | Éric s'émancipe When the Levee Breaks                                    |               | David Trainer  | 12 février 2003      | sur Jimmy           | 512        |
| Bob et Joanne partent assister à un tournoi de tennis, laissant la maison aux bons soins de Donna qui souhaite passer un moment d'intimité avec Eric, décevant ainsi le reste du groupe, qui aurait préféré donner une grande fête. Mais les choses empirent lorsqu'Eric ment à son père. Pendant ce temps, Kitty part à la bijouterie chercher une bague qu'elle croit commandée à son intention et qui se trouve en réalité être une bague de fiançailles commandée par Eric à l'intention de Donna. Enfin, elle achète à Hyde une veste hideuse. |                                                                          |               |                |                      |                     |            |
| 119 (5-16) | Le Pull rose Whole Lotta Love                                            |               | David Trainer  | 19 février 2003      | sur Jimmy           | 513        |
| Depuis qu'il sait qu'Eric et Donna sont sur le point de se fiancer, Red renvoie son fils de son travail de magasinier et s'arrange pour l'ignorer le plus possible. Pendant ce temps, Kelso offre à Jackie un pull rose en guise de cadeau d'anniversaire, et Hyde se retrouve dans le désarroi total lorsqu'il se rend compte qu'il ne connaissait même pas le jour d'anniversaire de Jackie. Enfin, Fez perd sa virginité avec Nina. |                                                                          |               |                |                      |                     |            |
| 120 (5-17) | Mais où est passé Leo ? Battle of Evermore                               |               | David Trainer  | 26 février 2003      | sur Jimmy           | 517        |
| Les relations se dégradent chaque jour un peu plus entre Red et Eric. Kitty prend alors l'initiative de les inscrire tous les deux à une compétition père - fils. Là bas, ils font équipe et affrontent un tandem prétentieux composé du père Charlie et du fils Mitch. Bob, Donna et Joanne se trouvent également à la compétition dans le but d'arbitrer les épreuves. Pendant ce temps, Hyde ne comprend pas pourquoi Leo ne l'a pas contacté depuis longtemps. Accompagné de Fez, Jackie et Kelso, il découvre que le magasin de photos est désormais fermé et lorsqu'ils se rendent à l'appartement de Leo, son cousin Eli lui explique que Leo, ressentant le mal du pays, a préféré rentrer chez lui mais qu'il a laissé un souvenir. Note : Première apparition (sur cinq) de Mitch Miller. Cet épisode explique officiellement l'absence de Leo.                                   |                                                                          |               |                |                      |                     |            |
| 121 (5-18) | Un emploi pour Éric Hey Hey What Can I Do                                |               | David Trainer  | 12 mars 2003         | sur Jimmy           | 518        |
| À l'exception de Jackie, chaque membre de la bande se rend au salon des métiers. Red recherche un magasinier mais refuse de reprendre Eric à son service. Celui-ci parcourt alors tous les stands proposés et finit par entrer dans une banque. Mais au dernier moment, quelqu'un (par l'intermédiaire d'un appel téléphonique) lui fait perdre la place. De son côté, Hyde se retrouve lui aussi sans emploi après la fermeture du magasin de photographies de Leo. Il retrouve Roy Keen, qui l'un de ses éducateurs lorsqu'il était petit. Roy parvient à l'embaucher dans les cuisines de l'hôtel où il travaille. Pendant ce temps, Fez et Nina s'occupent du stand du DMV où ils travaillent. Donna doit signer des autographes. Enfin, Kelso provoque un accident de voiture sans gravité et prévoit d'entrer dans une école de police. Note : Première apparition (sur sept) de Roy. |                                                                          |               |                |                      |                     |            |
| 122 (5-19) | La Présentation aux parents Bring It On Home                             |               | David Trainer  | 26 mars 2003         | sur Jimmy           | 519        |
| Fez croit vivre le meilleur jour de sa vie lorsque Nina accepte de lui faire rencontrer sa famille, mais tout ne se passe pas comme prévu. Pendant ce temps, Red découvre que son fils dort tout nu et décide de lui faire changer d'avis. Les Forman aperçoivent Jackie dormir au sous-sol en compagnie de Hyde et demandent à Bob et à Donna de l'héberger. |                                                                          |               |                |                      |                     |            |
| 123 (5-20) | Une bonne action No Quarter                                              |               | David Trainer  | 2 avril 2003         | sur Jimmy           | 520        |
| Bob et Donna s'aperçoivent très vite que le fait d'avoir Jackie comme invitée ne comporte pas que des avantages. Kelso et Hyde s'amusent à voler les sous-vêtements de Jackie. De son côté, Eric reçoit la facture de la bijouterie et il ne peut que la rendre ou la payer. En visitant la boutique en compagnie d'Eric, Fez tombe sur Fenton, le vendeur gay qu'il ne peut pas supporter. Finalement, Jackie paye la bague. |                                                                          |               |                |                      |                     |            |
| 124 (5-21) | Fez déprime Trampled Under Foot                                          |               | David Trainer  | 9 avril 2003         | sur Jimmy           | 521        |
| Fez et Nina se séparent parce qu'elle le trouve trop collant. À la suite de cela, le gang réalise qu'il s'enlise dans la routine. Kitty propose de leur trouver de nouveaux amis, mais uniquement à son avantage. Note : Don Stark ne figure pas dans cet épisode. Dernière apparition de Nina. |                                                                          |               |                |                      |                     |            |
| 125 (5-22) | Un rêve très gai (1/2) You Shook Me (1)                                  |               | David Trainer  | 16 avril 2003        | sur Jimmy           | 522        |
| Fez fait un rêve érotique à propos de Kelso ce qui amène ce dernier à se questionner sur sa propre sexualité. Il cherche du réconfort auprès de Jackie mais Hyde les voit et pense qu'ils se sont remis ensemble. Pendant ce temps, Eric décroche (grâce à Joanne, la copine de Bob) une place dans une usine de nourriture pour chiens. |                                                                          |               |                |                      |                     |            |
| 126 (5-23) | Une photo compromettante (2/2) Nobody's Fault But Mine (2)               |               | David Trainer  | 23 avril 2003        | sur Jimmy           | 523        |
| Mitch fait du chantage à Fez en acceptant de garder le silence sur une photo compromettante où lui et Kelso figurent dans une position peu catholique s'il lui obtient son permis de conduire. Pendant ce temps, Laurie revient en ville. Red et Kitty décident de pousser Eric et Donna à se marier afin de les dégoûter des fiançailles (le plan de Red consistant à ne pas financer les études d'Eric n'ayant pas abouti). Laurie suggère alors au couple de prendre un appartement. En épluchant les annonces immobilières, les deux tourtereaux trouvent le parfait logement situé à Madison. Note : Don Stark ne figure pas dans cet épisode. |                                                                          |               |                |                      |                     |            |
| 127 (5-24) | Permis de séjour The Immigrant Song                                      |               | David Trainer  | 7 mai 2003           | sur Jimmy           | 524        |
| Red rentre de la pêche et annonce à Eric qu'il accepte le mariage de son fils avec Donna ainsi que le financement de ses études à la seule et unique condition qu'Eric reste sérieux. Kelso, Hyde et Fez se rendent au château d'eau. Kelso et Hyde ne cessent de se battre en faveur de Jackie et Kelso tombe et se casse le poignet. Fez commet une farce qui pourrait lui coûter son permis de séjour. Notes : Don Stark ne figure pas dans cet épisode. Lisa Robin Kelly apparaît pour la troisième fois en tant qu'invitée spéciale. Eric, Fez et Hyde tombent chacun une fois du château d'eau dans la série. Fez dans la saison 1 et Eric dans la saison 3. Hyde y tombera une fois dans la saison 6. Kelso y tombera encore deux autres fois, dans la saison 8. |                                                                          |               |                |                      |                     |            |
| 128 (5-25) | Diplômes et fantômes Celebration Day                                     |               | David Trainer  | 14 mai 2003          | sur Jimmy           | 525        |
| Kelso, Hyde, Eric, Donna et Fez partent camper avec Laurie et Jackie la veille de la remise de leurs diplômes. Fez stresse parce que cette nuit pourrait être la dernière de sa vie en Amérique. Le lendemain, le gang revient diplômé (sauf Jackie) mais sans Laurie et Fez. Ceux-ci annoncent qu'ils se sont mariés afin que Fez devienne un citoyen Américain. En apprenant cela, Red fait un malaise. Note : Lisa Robin Kelly apparaît pour la dernière fois dans la série. Dernière apparition du personnage de Joanne, la copine de Bob. |                                                                          |               |                |                      |                     |            |